# Labyrinth (álbum de Equinox)
Labyrinth es el cuarto álbum de estudio de la banda de thrash metal noruega Equinox, publicado en 1994.

## Lista de canciones
| N.º | Título          | Duración |  |
| 1.  | «Sandlove»      | 3:22     |  |
| 2.  | «Time Again»    | 5:28     |  |
| 3.  | «But»           | 4:37     |  |
| 4.  | «Angst»         | 5:53     |  |
| 5.  | «Lies»          | 4:18     |  |
| 6.  | «Labyrinth»     | 5:05     |  |
| 7.  | «Hope Is Green» | 4:09     |  |
| 8.  | «Poor Kelly»    | 5:13     |  |
| 9.  | «Catharsis»     | 5:10     |  |
| 10. | «Dedicated»     | 3:53     |  |
| 11. | «Millenium»     | 5:08     |  |
| 12. | «Stop!»         | 2:12     |  |

## Créditos
- Grim Stene – Voz y guitarra
- Skule Stene – Bajo y voz
- Jørn Wangsholm – Batería